# Batalha de Chernobil
A Batalha de Chernobil foi um confronto militar na zona de exclusão de Chernobil entre as Forças Armadas da Rússia e a Guarda Nacional da Ucrânia no dia 24 de fevereiro de 2022, durante o primeiro dia da invasão da Ucrânia pela Rússia em 2022. As forças russas, que invadiram o país pela Bielorrússia, tomaram a área da Usina Nuclear de Chernobil no final daquele dia. Mais de 300 pessoas, dentre eles 100 trabalhadores e 200 guardas ucranianos, ficaram retidos na usina desde que os russos capturaram o local.

## Contexto
Durante o acidente nuclear de Chernobil em 1986, grande quantidade de material radioativo foi liberadas da Usina Nuclear de Chernobil no meio ambiente. A área em um raio de 30 km ao redor do reator explodido foi evacuada e isolada pelas autoridades soviéticas. Após a dissolução da União Soviética, esta área tornou-se independente e foi administrada pelo Serviço de Emergência do Estado da Ucrânia.
Chernobil fica a 130 quilômetros ao norte de Kiev e a estrada regional PO2 que liga Chernobil e Kiev está em condições relativamente boas, criando assim um corredor estratégico direto para Kiev, que as forças russas poderiam explorar para capturar a capital. A zona de exclusão está localizada bem na fronteira com a Bielorrússia, um aliado russo que permitiu o movimento de tropas russas em seu território em seu território. Em 16 de fevereiro de 2022, imagens de satélite mostraram tropas russas construindo pontes flutuantes sobre rios no lado bielorrusso da zona de exclusão, a Reserva Radioecológica do Estado da Polésia.

## Confronto
Na tarde de 24 de fevereiro, o primeiro dia da invasão russa na Ucrânia, o governo ucraniano anunciou que as forças russas lançaram um ataque para capturar a zona de exclusão. Ao final do dia, o governo ucraniano anunciou ainda que as forças russas haviam capturado Chernobil e Pripyat. Foi relatado que bombardeios de artilharia atingiram locais de armazenamento de resíduos radioativos e um aumento na radioatividade foi supostamente observada.
Após a captura russa da zona de exclusão, o governo americano anunciou "relatos confiáveis de que soldados russos estão mantendo reféns os funcionários das instalações de Chernobil."

## Reações e análises
O presidente ucraniano Volodymyr Zelenskyy chamou a captura russa da zona como "declaração de guerra contra toda a Europa". Mykhailo Podoliak, conselheiro do chefe do Gabinete do Presidente da Ucrânia, citou o ocorrido como um "ataque totalmente inútil [...] e a condição da antiga usina nuclear de Chernobil, confinamento e instalações de armazenamento de resíduos nucleares são desconhecidas." No entanto, a Agência Internacional de Energia Atômica (AIEA) afirmou que "não houve vítimas nem destruição no local industrial" e que era "de vital importância que as operações seguras e protegidas das instalações nucleares naquela zona não fossem afetadas ou interrompidas de qualquer forma. caminho."
Ben Hodges, ex-comandante geral do Exército dos Estados Unidos na Europa, afirmou que a zona de exclusão era "importante por causa do local estratégico... Se as forças russas estavam atacando Kiev pelo norte, Chernobil estaria na rota." A ex-vice-secretária adjunta americana de Defesa para a Rússia, Ucrânia, Eurásia Evelyn Farkas disse que as forças russas "querem cercar a capital" e que "certamente não querem material nuclear solto flutuando" no caso de uma insurgência ucraniana.
A zona de exclusão é importante para conter as consequências do desastre nuclear de Chernobil em 1986; como tal, o assessor de assuntos internos ucraniano, Anton Herashchenko, afirmou que "se os ataques de artilharia dos ocupantes atingissem a instalação de armazenamento de resíduos nucleares, a poeira radioativa poderia cobrir os territórios da Ucrânia, Bielorrússia e os países da União Europeia." De acordo com a BBC, as estações de monitoramento na área relataram um aumento de 20 vezes nos níveis de radiação, até 65 µSv/h. Claire Corkhill, da Universidade de Sheffield, afirmou que o aumento foi localizado e se deveu em parte ao "aumento do movimento de pessoas e veículos dentro e ao redor da zona de Chernobil [que] teria levantado poeira radioativa que estava no chão."

## Ocupação russa
Em 9 de março de 2022, o ministro das Relações Exteriores da Ucrânia, Dmytro Kuleba, afirmou que, como a fonte de alimentação da central nuclear de Chernobyl foi danificada, ela perdeu energia e que os sistemas de backup do gerador a diesel só têm combustível suficiente para suportar as operações de resfriamento por 48 horas, o que significa que haveria haver perigo de vazamentos de radiação. Por um lado os oficiais ucranianos têm um precedente para fazer comunicações públicas na esperança de envolver outros países na guerra, por outro lado as operações militares russas já mostraram tolerância em produzir riscos nucleares quando eles causaram um incêndio na aquisição da Usina Nuclear de Zaporizhia. A porta-voz russa, Maria Zharkova, afirmou que a Guarda Nacional estava realizando uma "operação conjunta" com trabalhadores locais e soldados ucranianos que se renderam para manter as operações de contenção da central nuclear de Chernobyl.
A Agência Internacional de Energia Atômica divulgou um comunicado expressando preocupação com a situação, mas considerando que a desconexão não representou um risco crítico imediato para as operações, considerando que os grandes volumes de água permitem resfriamento suficiente sem eletricidade. No entanto, a agência reconheceu que a falta de eletricidade provavelmente deterioraria a segurança contra radiação, especificamente devido ao aumento da carga de trabalho e estresse sobre os 210 funcionários que trabalham sem rodízios no local. A agência também manifestou preocupação com a interrupção das comunicações e a capacidade do pessoal de tomar decisões sem pressão indevida. Em 11 de março de 2022, foi relatado que todo o contato foi perdido.
Em 29 de março, o vice ministro da defesa russo, Alexander Fomin, anunciou que as tropas russas estavam evacuando o Oblast de Kiev e em 1º de abril a Agência Estatal de Gerenciamento de Zonas de Exclusão anunciou que o exército russo havia se retirado completamente da central nuclear de Chernobil.

### Potencial exposição à radiação
A agência de notícias Reuters reportou que tropas russas utilizavam a Floresta Vermelha como rota para os seus comboios, jogando no ar milhares de partículas radioativas que estavam no solo. Trabalhadores locais alegaram que os soldados russos que se deslocavam nesses comboios não estavam usando equipamentos de proteção individuais e poderiam ter potencialmente se colocado em perigo. Em 31 de março de 2022, um membro do conselho ucraniano da Agência Estatal da Ucrânia para a Gestão da Zona de Exclusão afirmou em sua página no Facebook que muitos militares russos foram regularmente removidos da zona de exclusão em torno de Chernobil e levadas para o Centro Científico e Prático de Medicina de Radiação e Ecologia Humana em Gomel, na Bielorrússia. Este boato levou a mais especulações na imprensa de que os soldados russos estavam sofrendo de síndrome aguda da radiação.
Trabalhadores e cientistas locais também afirmaram que tropas russas saquearam material radioativo dos laboratórios, mas isso não foi verificado de forma independente.